# Freek van de Graaff
Pour les articles homonymes, voir van de Graaff.
Freek van de Graaff, né le 20 février 1944 à Oegstgeest et mort le 24 juin 2009 à La Haye, est un rameur néerlandais. Il participe aux Jeux olympiques d'été de 1964 et remporte la médaille de bronze en participant à l'épreuve du quatre barré avec ses coéquipiers Lex Mullink, Jan van de Graaff, Bobbie van de Graaff et Marius Klumperbeek.

## Palmarès

### Jeux olympiques
- Jeux olympiques de 1964 à Tokyo,  Japon
  -  Médaille de bronze (quatre barré).